# Mesozoa

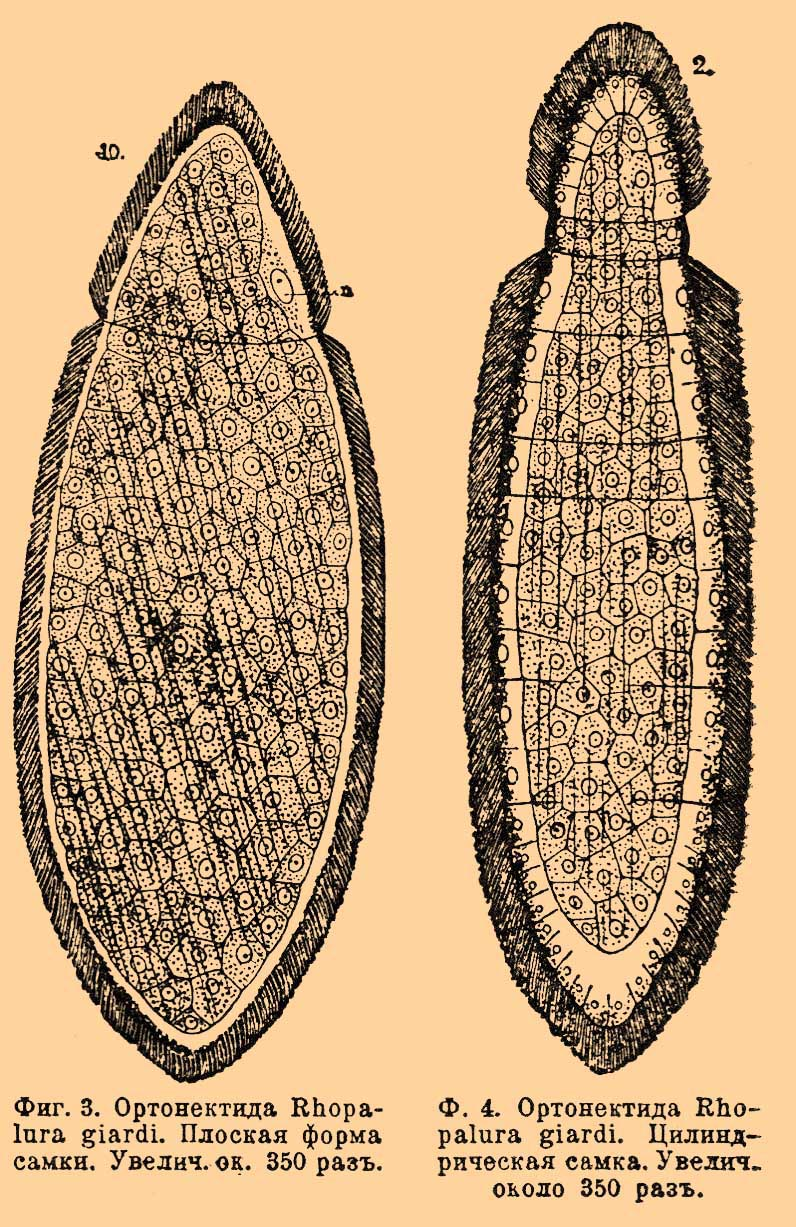
Ortonektiden Rhopalura giardi.

Mesozoa (grekiska μεσοζωα, "mellandjur") är små maskliknade och gåtfulla parasiter på marina evertebrater. Det är oklart huruvida de är degenererade plattmaskar eller verkligt primitiva basala djur. I allmänhet består de små organismerna av ett somatoderm (yttre lager) av cilierade celler som omger en eller flera reproduktiva celler. För årtionden sedan klassificerades Mesosoa som en stam. Molekylärgenetiska studier har visat att de mystiska mesozoerna är polyfyletiska, det vill säga består av minst två obesläktade grupper.
Till följd av dessa sentida fynd inom molekylärbiologin används beteckningen "Mesozoa" numera oftast informellt, snarare än som ett formellt taxon. Vissa forskare klassificerade tidigare Mesozoa som den enda stammen i underriket Agnotozoa. Cavalier-Smith menade att åtminstone några av metazoerna egentligen är protister och inte djur.
På 1800-talet var Mesozoa ett papperskorgstaxon för flercelliga organismer som saknade gastrula, vilket ansågs definiera Metazoa.

## Evolution
Mesozoa troddes förr vara en evolutionär mellanform mellan Protozoa och Metazoa, men numera anses de vara degenererade eller förenklade metazoer (d.v.s. djur). Deras cilierade larver liknar trematodernas (sugmaskar) miracidiestadium (första larvstadiet) och deras inre förökning liknar det som sker i trematodernas sporocyster. Mesozoernas DNA har låg GC-halt (40%). Detta påminner om ciliater, men ciliater tenderar att vara tvåkärniga. Andra för mesozoer till en grupp som innefattar Annelida (ringmaskar), Turbellaria (virvelmaskar) och Nemertini (slemmaskar).

## Grupperingar
Mesozoernas två huvudgrupper är Rhombozoa (rhombozoer) och Orthonectida (stavsimmare).
Andra grupper som ibland inkluderas i Mesozoa är Placozoa och Monoblastozoa.

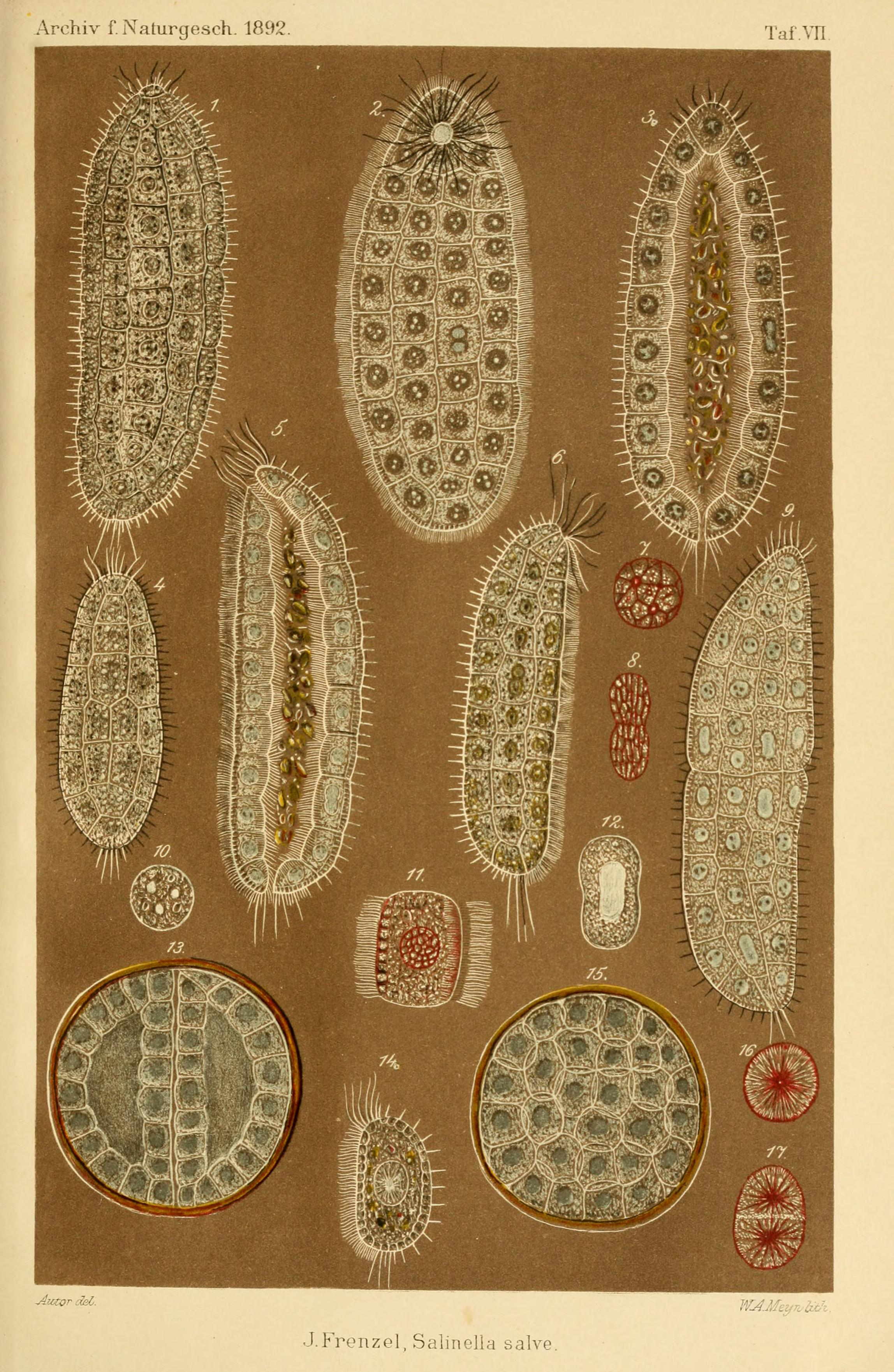
Johannes Frenzels illustration av monoblastozoen Salinella salve

Monoblastozoerna består av en enda beskriven art (Salinella salve) från 1891, och som inte påträffats sedan dess. Härav betvivlar många att det är en verklig grupp.
Som det beskrevs bestod djuret bara av ett enkelt vävnadslager.

### Rhombozoer (Rhombozoa)
Rhombozoer lever i bläckfiskars nefridier (exkretionsorgan). De är från några få millimeter långa, med tjugo till trettio celler, vilka innefattar fästceller i framänden och en lång central reproduktiv cell kallad axialcell. Från denna axialcell kan masklika juvenila bildas könlöst, eller så kan det bildas ägg och spermier producerar cilierade infusorielika larver genom självbefruktning.
Det finns tre släkten: Dicyema, Pseudicyema and Dicyemennea.

### Stavsimmare (Orthonectida)
Orthonectida återfinns i kroppshåligheter, som exempel utrymmen i vävnader, könskörtlar och genitalsäckar hos olika marina evertebrater och kan åstadkomma sterilitet hos värddjuret. Deras faktiska fylogenetiska hemvist är osäker, förslag finns att det rör sig om en systergrupp till Bilateria ("tvåsidiga djur"), släktingar till Platyhelminthes (plattmaskar) och Nematoda (rundmaskar), parasitiska Cnidaria (nässeldjur) och till och med att de tillhör Protista, utanför djurriket.
Den bäst kända bland Orthonectida är parasiten Rhopalura ophiocomae på ormstjärnor. Det flerkärniga syncyt-stadiet lever i vävnader och hålrum i gonaderna, men kan sprida sig ut i armarna. Den förstör ormstjärnans ovarier och ägg och orsakar sterilitet, medan de hanliga könsorganen vanligen förblir opåverkade. Plasmodiet utvecklas till fler plasmodier genom fragmentation, men de kan övergå till sexuell fortplantning. Syncytierna är skildkönade (antingen hanliga eller honliga), men unga syncytier kan sammansmälta och då bli både honliga och hanliga. Hanarna är cilierade och mindre än honorna. De lämnar värddjuret för att para sig i havet. Svansförsedda spermier tränger in i honan och befruktar de talrika äggcellerna. Varje äggcell ger upphov till en cilierad larv som uppsöker en ormstjärna.